# David Katoatau
David Katoatau (ur. 17 lipca 1984 w Nonouti) – kiribatyjski sztangista, olimpijczyk.
Wziął udział w Letnich Igrzyskach Olimpijskich 2008 w kategorii wagowej 85 kilogramów. Uzyskał 313 kg (135 w rwaniu, 178 w podrzucie), co dało mu 15. lokatę. Cztery lata później, w Letnich Igrzyskach Olimpijskich 2012 wystartował w kategorii wagowej do 94 kilogramów. Zajął 17. miejsce uzyskując 325 kg (140 w rwaniu, 185 w podrzucie). 
Zdobył złoty medal na Igrzyskach Wspólnoty Narodów 2014 w kategorii wagowej do 105 kilogramów. Jest to pierwszy medal w historii Kiribati na tych zawodach. 

## Osiągnięcia
| Zawodnik       | Zawody                           | Kategoria | Rwanie | Rwanie  | Podrzut | Podrzut | Wynik  | Miejsce |
| Zawodnik       | Zawody                           | Kategoria | Wynik  | Miejsce | Wynik   | Miejsce | Wynik  | Miejsce |
| -------------- | -------------------------------- | --------- | ------ | ------- | ------- | ------- | ------ | ------- |
| David Katoatau | Letnie Igrzyska Olimpijskie 2008 | do 85 kg  | 135 kg | 18.     | 178 kg  | 15.     | 313 kg | 15.     |
| David Katoatau | Letnie Igrzyska Olimpijskie 2012 | do 94 kg  | 140 kg | 17.     | 185 kg  | 15.     | 325 kg | 17.     |
| David Katoatau | Igrzyska Wspólnoty Narodów 2014  | do 105 kg | 148 kg | 3.      | 200 kg  | 1.      | 348 kg |         |